# いけだたかし
いけだ たかしは、日本の男性漫画家。代表作は『FADE OUT』『ささめきこと』など。

## デビューと高橋しん
1992年小学館主催の第18回「スピリッツ賞」佳作を受賞し『ビッグコミックスピリッツ』に「山田の変身」が掲載されデビュー。
後に、新人漫画家仲間の高橋しんとそのアシスタントさかもとたけしと共に事務所「SHIN Presents!」を設立し、高橋しんの作画アシスタントをしながらも同誌の増刊号などで読み切り作品や短期連載作品を発表。
後に、小学館新人コミック大賞を受賞し、事務所を退所し独立する。

## 独立後
数々の読み切り作品や短期連載作品を発表。
2007年メディアファクトリーの『月刊コミックアライブ』にて「ささめきこと」が2回ゲスト掲載された後正式に連載が開始され、全9巻が発行されている。同作品は2009年10月からテレビ東京の深夜枠にてテレビアニメ化もされている。

## 作品リスト
- FADE OUT（小学館） - 『月刊サンデーGX』にて連載。全2巻[2]。
- 落語天女おゆい〜月島唯・現代篇〜 （小学館） - 原作桂歌若。『月刊サンデーGX』にて連載。全1巻。
- ささめきこと（メディアファクトリー） - 『月刊コミックアライブ』にて連載。全9巻。
- 34歳無職さん（メディアファクトリー） - 『コミックフラッパー』にて連載。全8巻。
- 時計じかけの姉（幻冬舎コミックス） - 『月刊バーズ』にて連載。全3巻。
- ふたりはだいたいこんなかんじ（幻冬舎コミックス） - 『comicブースト』にて連載。全4巻。
- 旅に出るのは僕じゃない（幻冬舎コミックス） - 『comicブースト』にて連載。全3巻。